# Bogdan Lobonț
Bogdan Ionuț Lobonț (Hunedoara, 18 gennaio 1978) è un allenatore di calcio ed ex calciatore rumeno, di ruolo portiere, direttore tecnico dell'Olimpia Satu Mare.

## Caratteristiche tecniche
Pantaleo Corvino, allora direttore sportivo della Fiorentina, lo descrisse come un giocatore con delle ottime caratteristiche tecniche e atletiche definendolo un ‘gatto’ (pisicǎ in rumeno) per l'agilità che dimostra fra i pali.

## Carriera

### Giocatore

#### Club

##### I primi anni in Romania e il trasferimento all'Ajax
Inizia la propria carriera nel Corvinul Hunedoara, squadra della sua città natale, con la quale disputa due campionati di seconda divisione, ma è il trasferimento del 1997 a permettergli il salto di qualità nel calcio di primo livello: passa, infatti, al Rapid Bucarest. Nel suo primo anno conquista la Coppa di Romania e nella stagione successiva titolo nazionale e supercoppa. Viene notato dagli osservatori dell'Ajax, squadra da cui viene prelevato nel 2000, per una cifra vicino ai 3 milioni di dollari.
Esordisce con i lancieri il 26 novembre nella sconfitta esterna contro l'Utrecht subendo due gol. I continui infortuni lo costringono però a restare quasi sempre fuori dal campo e nel gennaio 2002 viene quindi rimandato in prestito a Bucarest, questa volta alla Dinamo, con la quale vince il suo secondo titolo in Romania.

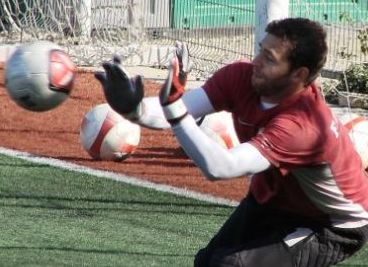
Lobonț in allenamento.

##### Ritorno all'Ajax
Nella stagione successiva è di nuovo all'Ajax, dove conquista il posto da titolare, contendendolo a Joey Didulica e al promettente Maarten Stekelenburg che ritroverà poi come compagno alla Roma. Il 16 settembre esordisce anche in Champions League in trasferta contro il Milan (sconfitta per 1-0). Difende la porta della squadra di Amsterdam come titolare anche nel campionato 2003-2004 che vede i lancieri conquistare il loro ventinovesimo titolo. Nel ritiro estivo del 2004 però, l'allenatore Ronald Koeman decide di promuovere titolare Stekelenburg con Lobont a contendersi il ruolo di secondo portiere con Hans Vonk. Nel corso dell'anno sono sette le presenze in campionato e due in champions per il portiere rumeno, con 13 gol subiti.

##### Fiorentina e Dinamo Bucarest
Nel gennaio 2006, non essendo utilizzato nelle varie competizioni, viene ceduto per 3,5 milioni di euro alla Fiorentina, che era alla ricerca di un portiere che potesse sostituire Sébastien Frey, procuratosi un trauma contusivo alla tibia che lo fa rimanere fuori dai campi di gioco per qualche mese. Fa il suo esordio in Serie A il 29 gennaio 2006 contro l'Udinese, partita terminata 0-0.  Conclude la stagione con diciassette presenze e diciannove goal subiti, con la media poco superiore ad un goal a partita. Nella stagione successiva, la 2006-2007, tuttavia, fatica molto a trovare un posto da titolare, a causa del ritorno di Sébastien Frey, ripresosi dall'infortunio. Nel gennaio 2007 viene ceduto a titolo definitivo alla Dinamo Bucarest, dove rimane per due stagioni, conquistando il suo terzo campionato di Romania.

##### Roma
Ristabilitosi da un infortunio e da un successivo intervento chirurgico, è ospite della Roma. È curato e seguito dallo staff medico della società capitolina nel centro sportivo di Trigoria, con il permesso della Dinamo Bucarest. Il 31 agosto 2009 si trasferisce alla società giallorossa in prestito con diritto di riscatto fissato a 1,8 milioni di euro.
Debutta con la Roma il 4 ottobre 2009, sostituendo al 21' del primo tempo il titolare Júlio Sérgio nella partita contro il Napoli, terminata 2-1 a favore della Roma.

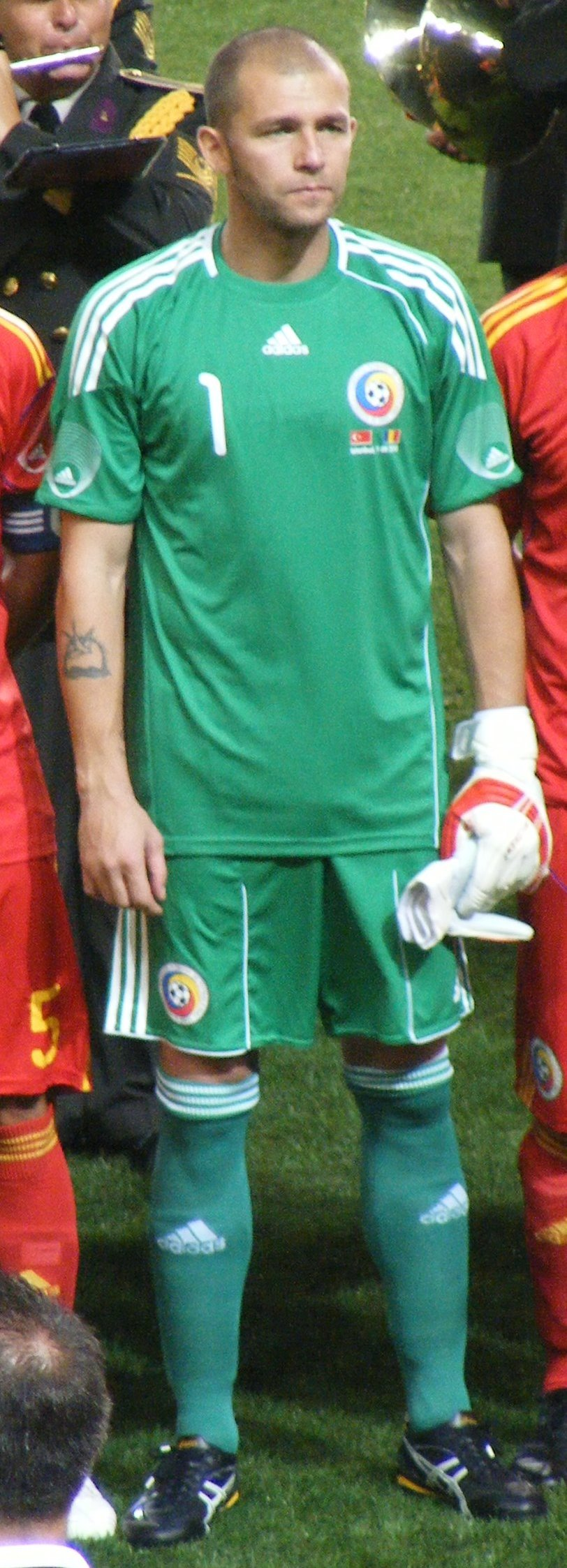
Lobont con la maglia della Nazionale nel 2010

Nonostante la vittoria, subisce un goal da Lavezzi del Napoli. Dopo numerose panchine, il 16 dicembre 2009 fa il suo esordio dal primo minuto nella gara di Europa League contro CSKA Sofia, disputando una buona gara. L'8 luglio 2010 viene riscattato dalla stessa Roma per 800.000 euro con un contratto triennale. Il 21 agosto 2010 gioca da titolare la partita di Supercoppa italiana, persa 3-1. Nel corso della stagione viene considerato portiere di riserva, poiché Claudio Ranieri prima e Vincenzo Montella poi, gli preferiscono rispettivamente Júlio Sérgio e Doni.
Ha comunque modo di mettersi in mostra in sei partite di campionato e in tre di Champions League. Nella stagione successiva la situazione non cambia, i suoi rivali sono entrambi ceduti, ma vengono rimpiazzati dai neoacquisti Maarten Stekelenburg e Gianluca Curci, con l'olandese a fare da titolare. Per Lobont sono 9 presenze, tutte in campionato (10 i gol subiti). Nella Serie A 2012-2013 con l'avvento di Zdeněk Zeman in panchina, le gerarchie cambiano nuovamente con Mauro Goicoechea preferito ai due portieri ex-Ajax. Fa il suo esordio stagionale il 28 aprile 2013, nella partita vinta per 4-0 dai Capitolini contro il Siena. Gioca da titolare la finale di Coppa Italia (perdendola) contro la Lazio. Il 1º luglio 2013 rinnova con la società capitolina sino al 30 giugno 2016.
Dopo il rinnovo dalla stagione 2013-2014 è relegato al ruolo di terzo, talvolta anche quarto portiere, non scendendo mai in campo ma diventando un importante uomo spogliatoio e un ausilio al preparatore dei portieri Guido Nanni nell'allenamento dei portieri.
Il 19 luglio 2016 rinnova per altri due anni il suo contratto con la società capitolina.
Il 2 giugno 2018 annuncia il ritiro dal calcio giocato.

#### Nazionale
Con la nazionale rumena ha debuttato il 2 settembre 1998 nella partita contro il Liechtenstein. Ha partecipato a Euro 2000 in Belgio e Paesi Bassi, dove la Romania si è fermata ai quarti di finale, e a Euro 2008, dove la sua nazionale non è andata oltre il girone eliminatorio. Il 15 novembre 2013 ha giocato la sua ultima partita in nazionale, la gara persa per 3-1 contro la Grecia nelle qualificazioni al mondiale 2014. In nazionale ha totalizzato 86 presenze con 62 gol subiti. Nel 2017 è tornato fra i convocati in varie sfide pur non scendendo in campo. Il 5 giugno 2018 gioca la sua ultima partita in carriera, entrando in campo negli ultimi minuti nell'amichevole vinta per 2-0 dalla Romania contro la Finlandia.

### Allenatore
Il 7 novembre 2018 diventa ufficialmente l'allenatore dell'Universitatea Cluj, militante in Liga II.
Il 31 agosto 2019 entra a far parte dello staff di Cosmin Contra nella Romania come vice-allenatore.
Nonostante le dimissioni di Contra, Lobonț rimane nello staff di Mirel Rădoi sempre come vice-allenatore.
Nell'ottobre del 2022 consegue a Coverciano la licenza UEFA Pro, il massimo livello formativo per un allenatore.

## Statistiche

### Presenze e reti nei club
| Stagione               | Squadra                | Campionato             | Campionato | Campionato | Coppe nazionali | Coppe nazionali | Coppe nazionali | Coppe continentali | Coppe continentali | Coppe continentali | Altre coppe | Altre coppe | Altre coppe | Totale | Totale |
| Stagione               | Squadra                | Comp                   | Pres       | Reti       | Comp            | Pres            | Reti            | Comp               | Pres               | Reti               | Comp        | Pres        | Reti        | Pres   | Reti   |
| ---------------------- | ---------------------- | ---------------------- | ---------- | ---------- | --------------- | --------------- | --------------- | ------------------ | ------------------ | ------------------ | ----------- | ----------- | ----------- | ------ | ------ |
| 1995-1996              | Corvinul Hunedoara     | Div. B                 | 6          | -?         | CR              | 0               | 0               | -                  | -                  | -                  | -           | -           | -           | 6      | -?     |
| 1996-1997              | Corvinul Hunedoara     | Div. B                 | 34         | -?         | CR              | 0               | 0               | -                  | -                  | -                  | -           | -           | -           | 34     | -?     |
| Totale Corvinul        | Totale Corvinul        | Totale Corvinul        | 40         | -?         |                 | 0               | 0               |                    | -                  | -                  |             | -           | -           | 40     | -?     |
| 1997-1998              | Rapid Bucarest         | Div. A                 | 33         | -?         | CR              | 1               | 0               | -                  | -                  | -                  | -           | -           | -           | 34     | -?     |
| 1998-1999              | Rapid Bucarest         | Div. A                 | 31         | -?         | CR              | 1               | -2              | CdC                | 2                  | -2                 | -           | -           | -           | 34     | -4+    |
| 1999-2000              | Rapid Bucarest         | Div. A                 | 16         | -?         | CR              | 0               | 0               | UCL                | 2                  | -5                 | -           | -           | -           | 18     | -5+    |
| Totale Rapid Bucarest  | Totale Rapid Bucarest  | Totale Rapid Bucarest  | 80         | -?         |                 | 2               | -2              |                    | 4                  | -7                 |             | -           | -           | 86     | -9+    |
| 2000-2001              | Ajax                   | ED                     | 1          | -2         | CO              | 0               | 0               | CU                 | 0                  | 0                  | -           | -           | -           | 1      | -2     |
| 2001-gen. 2002         | Ajax                   | ED                     | 0          | 0          | CO              | 0               | 0               | UCL+CU             | 0+0                | 0                  | -           | -           | -           | 0      | 0      |
| gen.-giu. 2002         | Dinamo Bucarest        | Div. A                 | 22         | -?         | CR              | 1               | -2              | -                  | -                  | -                  | -           | -           | -           | 23     | -2+    |
| 2002-2003              | Ajax                   | ED                     | 17         | -14        | CO              | 3               | -2              | UCL                | 6                  | -6                 | -           | -           | -           | 26     | -22    |
| 2003-2004              | Ajax                   | ED                     | 24         | -22        | CO              | 1               | -1              | UCL                | 7                  | -8                 | -           | -           | -           | 32     | -31    |
| 2004-2005              | Ajax                   | ED                     | 7          | -9         | CO              | 0               | 0               | UCL                | 2                  | -4                 | -           | -           | -           | 9      | -13    |
| 2005-gen. 2006         | Ajax                   | ED                     | 0          | 0          | CO              | 0               | 0               | UCL                | 0                  | 0                  | -           | -           | -           | 0      | 0      |
| Totale Ajax            | Totale Ajax            | Totale Ajax            | 49         | -47        |                 | 4               | -3              |                    | 15                 | -18                |             | -           | -           | 68     | -68    |
| gen.-giu. 2006         | Fiorentina             | A                      | 17         | -19        | CI              | -               | -               | -                  | -                  | -                  | -           | -           | -           | 17     | -19    |
| 2006-gen. 2007         | Fiorentina             | A                      | 0          | 0          | CI              | 0               | 0               | -                  | -                  | -                  | -           | -           | -           | 0      | 0      |
| Totale Fiorentina      | Totale Fiorentina      | Totale Fiorentina      | 17         | -19        |                 | 0               | 0               |                    | -                  | -                  |             | -           | -           | 17     | -19    |
| gen.-giu. 2007         | Dinamo Bucarest        | Liga I                 | 14         | -12        | CR              | 0               | 0               | CU                 | 3                  | -6                 | -           | -           | -           | 17     | -18    |
| 2007-2008              | Dinamo Bucarest        | Liga I                 | 32         | -33        | CR              | 0               | 0               | UCL+CU             | 2+2                | -4 + -2            | -           | -           | -           | 36     | -39    |
| 2008-2009              | Dinamo Bucarest        | Liga I                 | 25         | -19        | CR              | 0               | 0               | CU                 | 2                  | -1                 | -           | -           | -           | 27     | -20    |
| Totale Dinamo Bucarest | Totale Dinamo Bucarest | Totale Dinamo Bucarest | 93         | -64+       |                 | 1               | -2              |                    | 9                  | -13                |             | -           | -           | 103    | -79+   |
| 2009-2010              | Roma                   | A                      | 2          | -1         | CI              | 0               | 0               | UEL                | 1                  | 0                  | -           | -           | -           | 3      | -1     |
| 2010-2011              | Roma                   | A                      | 6          | -4         | CI              | 0               | 0               | UCL                | 3                  | -5                 | SI          | 1           | -3          | 10     | -12    |
| 2011-2012              | Roma                   | A                      | 9          | -10        | CI              | 0               | 0               | UEL                | 0                  | 0                  | -           | -           | -           | 9      | -10    |
| 2012-2013              | Roma                   | A                      | 5          | -2         | CI              | 1               | -1              | -                  | -                  | -                  | -           | -           | -           | 6      | -3     |
| 2013-2014              | Roma                   | A                      | 0          | 0          | CI              | 0               | 0               | -                  | -                  | -                  | -           | -           | -           | 0      | 0      |
| 2014-2015              | Roma                   | A                      | 0          | 0          | CI              | 0               | 0               | UCL                | -                  | -                  | -           | -           | -           | 0      | 0      |
| 2015-2016              | Roma                   | A                      | 0          | 0          | CI              | 0               | 0               | UCL                | 0                  | 0                  | -           | -           | -           | 0      | 0      |
| 2016-2017              | Roma                   | A                      | 0          | 0          | CI              | 0               | 0               | UCL+UEL            | 0+0                | 0                  | -           | -           | -           | 0      | 0      |
| 2017-2018              | Roma                   | A                      | 0          | 0          | CI              | 0               | 0               | UCL                | 0                  | 0                  | -           | -           | -           | 0      | 0      |
| Totale Roma            | Totale Roma            | Totale Roma            | 22         | -17        |                 | 1               | -1              |                    | 4                  | -5                 |             | 1           | -3          | 28     | -26    |
| Totale carriera        | Totale carriera        | Totale carriera        | 301        | -147+      |                 | 8               | -8              |                    | 32                 | -43                |             | 1           | -3          | 342    | -201+  |

### Cronologia presenze e reti in nazionale
| Cronologia completa delle presenze e delle reti in nazionale ― Romania | Cronologia completa delle presenze e delle reti in nazionale ― Romania | Cronologia completa delle presenze e delle reti in nazionale ― Romania | Cronologia completa delle presenze e delle reti in nazionale ― Romania | Cronologia completa delle presenze e delle reti in nazionale ― Romania | Cronologia completa delle presenze e delle reti in nazionale ― Romania | Cronologia completa delle presenze e delle reti in nazionale ― Romania | Cronologia completa delle presenze e delle reti in nazionale ― Romania |
| Data                                                                   | Città                                                                  | In casa                                                                | Risultato                                                              | Ospiti                                                                 | Competizione                                                           | Reti                                                                   | Note                                                                   |
| ---------------------------------------------------------------------- | ---------------------------------------------------------------------- | ---------------------------------------------------------------------- | ---------------------------------------------------------------------- | ---------------------------------------------------------------------- | ---------------------------------------------------------------------- | ---------------------------------------------------------------------- | ---------------------------------------------------------------------- |
| 2-9-1998                                                               | Bucarest                                                               | Romania                                                                | 7 – 0                                                                  | Liechtenstein                                                          | Qual. Euro 2000                                                        | -                                                                      |                                                                        |
| 3-3-1999                                                               | Bucarest                                                               | Romania                                                                | 2 – 0                                                                  | Estonia                                                                | Amichevole                                                             | -                                                                      | 89’                                                                    |
| 31-3-1999                                                              | Baku                                                                   | Azerbaigian                                                            | 0 – 1                                                                  | Romania                                                                | Qual. Euro 2000                                                        | -                                                                      |                                                                        |
| 5-6-1999                                                               | Bucarest                                                               | Romania                                                                | 2 – 0                                                                  | Ungheria                                                               | Qual. Euro 2000                                                        | -                                                                      |                                                                        |
| 9-6-1999                                                               | Bucarest                                                               | Romania                                                                | 4 – 0                                                                  | Azerbaigian                                                            | Qual. Euro 2000                                                        | -                                                                      |                                                                        |
| 18-8-1999                                                              | Limassol                                                               | Cipro                                                                  | 2 – 2                                                                  | Romania                                                                | Amichevole                                                             | -1                                                                     | 38’                                                                    |
| 4-2-2000                                                               | Larnaca                                                                | Romania                                                                | 1 – 1 dts (4 – 2 dtr)                                                  | Georgia                                                                | Torneo di Cipro 2000 - Semifinale                                      | -1                                                                     |                                                                        |
| 29-3-2000                                                              | Atene                                                                  | Grecia                                                                 | 2 – 0                                                                  | Romania                                                                | Amichevole                                                             | -1                                                                     | 81’                                                                    |
| 26-4-2000                                                              | Costanza                                                               | Romania                                                                | 2 – 0                                                                  | Cipro                                                                  | Amichevole                                                             | -                                                                      | 78’                                                                    |
| 27-5-2000                                                              | Amsterdam                                                              | Paesi Bassi                                                            | 2 – 1                                                                  | Romania                                                                | Amichevole                                                             | -2                                                                     |                                                                        |
| 3-6-2000                                                               | Bucarest                                                               | Romania                                                                | 2 – 1                                                                  | Grecia                                                                 | Amichevole                                                             | -1                                                                     | 86’                                                                    |
| 16-8-2000                                                              | Bucarest                                                               | Romania                                                                | 1 – 1                                                                  | Polonia                                                                | Amichevole                                                             | -1                                                                     | 46’                                                                    |
| 15-11-2000                                                             | Bucarest                                                               | Romania                                                                | 2 – 1                                                                  | Jugoslavia                                                             | Amichevole                                                             | -1                                                                     |                                                                        |
| 5-12-2000                                                              | Annaba                                                                 | Algeria                                                                | 3 – 2                                                                  | Romania                                                                | Amichevole                                                             | -3                                                                     |                                                                        |
| 5-9-2001                                                               | Budapest                                                               | Ungheria                                                               | 0 – 2                                                                  | Romania                                                                | Qual. Mondiali 2002                                                    | -                                                                      |                                                                        |
| 6-10-2001                                                              | Bucarest                                                               | Romania                                                                | 1 – 1                                                                  | Georgia                                                                | Qual. Mondiali 2002                                                    | -1                                                                     |                                                                        |
| 14-11-2001                                                             | Bucarest                                                               | Romania                                                                | 1 – 1                                                                  | Slovenia                                                               | Qual. Mondiali 2002                                                    | -1                                                                     |                                                                        |
| 13-2-2002                                                              | Saint-Denis                                                            | Francia                                                                | 2 – 1                                                                  | Romania                                                                | Amichevole                                                             | -2                                                                     |                                                                        |
| 27-3-2002                                                              | Budapest                                                               | Romania                                                                | 4 – 1                                                                  | Ucraina                                                                | Amichevole                                                             | -                                                                      | 46’                                                                    |
| 17-4-2002                                                              | Bydgoszcz                                                              | Polonia                                                                | 1 – 2                                                                  | Romania                                                                | Amichevole                                                             | -1                                                                     |                                                                        |
| 12-2-2003                                                              | Larnaca                                                                | Romania                                                                | 2 – 1                                                                  | Slovacchia                                                             | Torneo di Cipro 2003 - Semifinale                                      | -1                                                                     |                                                                        |
| 29-3-2003                                                              | Bucarest                                                               | Romania                                                                | 2 – 5                                                                  | Danimarca                                                              | Qual. Euro 2004                                                        | -5                                                                     |                                                                        |
| 30-4-2003                                                              | Kaunas                                                                 | Lituania                                                               | 0 – 1                                                                  | Romania                                                                | Qual. Euro 2004                                                        | -                                                                      | 46’                                                                    |
| 7-6-2003                                                               | Craiova                                                                | Romania                                                                | 2 – 0                                                                  | Bosnia ed Erzegovina                                                   | Qual. Euro 2004                                                        | -                                                                      |                                                                        |
| 11-6-2003                                                              | Oslo                                                                   | Norvegia                                                               | 1 – 1                                                                  | Romania                                                                | Qual. Euro 2004                                                        | -1                                                                     |                                                                        |
| 6-9-2003                                                               | Ploiești                                                               | Romania                                                                | 4 – 0                                                                  | Lussemburgo                                                            | Qual. Euro 2004                                                        | -                                                                      |                                                                        |
| 10-9-2003                                                              | Copenaghen                                                             | Danimarca                                                              | 2 – 2                                                                  | Romania                                                                | Qual. Euro 2004                                                        | -2                                                                     |                                                                        |
| 11-10-2003                                                             | Bucarest                                                               | Romania                                                                | 1 – 1                                                                  | Giappone                                                               | Amichevole                                                             | -1                                                                     |                                                                        |
| 16-11-2003                                                             | Ancona                                                                 | Italia                                                                 | 1 – 0                                                                  | Romania                                                                | Amichevole                                                             | -1                                                                     |                                                                        |
| 31-3-2004                                                              | Glasgow                                                                | Scozia                                                                 | 1 – 2                                                                  | Romania                                                                | Amichevole                                                             | -1                                                                     | 46’                                                                    |
| 28-4-2004                                                              | Bucarest                                                               | Romania                                                                | 5 – 1                                                                  | Germania                                                               | Amichevole                                                             | -1                                                                     |                                                                        |
| 27-5-2004                                                              | Dublino                                                                | Irlanda                                                                | 1 – 0                                                                  | Romania                                                                | Amichevole                                                             | -                                                                      | 46’                                                                    |
| 18-8-2004                                                              | Bucarest                                                               | Romania                                                                | 2 – 1                                                                  | Finlandia                                                              | Qual. Mondiali 2006                                                    | -1                                                                     |                                                                        |
| 4-9-2004                                                               | Bucarest                                                               | Romania                                                                | 2 – 1                                                                  | Macedonia                                                              | Qual. Mondiali 2006                                                    | -1                                                                     |                                                                        |
| 8-9-2004                                                               | Andorra La Vella                                                       | Andorra                                                                | 1 – 5                                                                  | Romania                                                                | Qual. Mondiali 2006                                                    | -1                                                                     |                                                                        |
| 9-10-2004                                                              | Praga                                                                  | Rep. Ceca                                                              | 1 – 0                                                                  | Romania                                                                | Qual. Mondiali 2006                                                    | -1                                                                     |                                                                        |
| 26-3-2005                                                              | Bucarest                                                               | Romania                                                                | 0 – 2                                                                  | Paesi Bassi                                                            | Qual. Mondiali 2006                                                    | -2                                                                     |                                                                        |
| 30-3-2005                                                              | Skopje                                                                 | Macedonia                                                              | 1 – 2                                                                  | Romania                                                                | Qual. Mondiali 2006                                                    | -1                                                                     |                                                                        |
| 24-5-2005                                                              | Bacău                                                                  | Romania                                                                | 2 – 0                                                                  | Moldavia                                                               | Amichevole                                                             | -                                                                      | 46’                                                                    |
| 4-6-2005                                                               | Rotterdam                                                              | Paesi Bassi                                                            | 2 – 0                                                                  | Romania                                                                | Qual. Mondiali 2006                                                    | -2                                                                     |                                                                        |
| 8-6-2005                                                               | Costanza                                                               | Romania                                                                | 3 – 0                                                                  | Armenia                                                                | Qual. Mondiali 2006                                                    | -                                                                      |                                                                        |
| 17-8-2005                                                              | Costanza                                                               | Romania                                                                | 2 – 0                                                                  | Andorra                                                                | Qual. Mondiali 2006                                                    | -                                                                      |                                                                        |
| 3-9-2005                                                               | Costanza                                                               | Romania                                                                | 2 – 0                                                                  | Rep. Ceca                                                              | Qual. Mondiali 2006                                                    | -                                                                      |                                                                        |
| 8-10-2005                                                              | Helsinki                                                               | Finlandia                                                              | 0 – 1                                                                  | Romania                                                                | Qual. Mondiali 2006                                                    | -                                                                      |                                                                        |
| 12-11-2005                                                             | Le Mans                                                                | Romania                                                                | 1 – 2                                                                  | Costa d'Avorio                                                         | Amichevole                                                             | -2                                                                     |                                                                        |
| 1-3-2006                                                               | Bucarest                                                               | Romania                                                                | 2 – 0                                                                  | Slovenia                                                               | Amichevole                                                             | -                                                                      |                                                                        |
| 24-5-2006                                                              | Los Angeles                                                            | Uruguay                                                                | 2 – 0                                                                  | Romania                                                                | Amichevole                                                             | -2                                                                     |                                                                        |
| 27-5-2006                                                              | Chicago                                                                | Romania                                                                | 0 – 0                                                                  | Colombia                                                               | Amichevole                                                             | -                                                                      |                                                                        |
| 16-8-2006                                                              | Costanza                                                               | Romania                                                                | 2 – 0                                                                  | Cipro                                                                  | Amichevole                                                             | -                                                                      | 46’                                                                    |
| 2-9-2006                                                               | Costanza                                                               | Romania                                                                | 2 – 2                                                                  | Bulgaria                                                               | Qual. Euro 2008                                                        | -2                                                                     |                                                                        |
| 6-9-2006                                                               | Tirana                                                                 | Albania                                                                | 0 – 2                                                                  | Romania                                                                | Qual. Euro 2008                                                        | -                                                                      |                                                                        |
| 7-2-2007                                                               | Bucarest                                                               | Romania                                                                | 2 – 0                                                                  | Moldavia                                                               | Amichevole                                                             | -                                                                      | 46’                                                                    |
| 24-3-2007                                                              | Rotterdam                                                              | Paesi Bassi                                                            | 0 – 0                                                                  | Romania                                                                | Qual. Euro 2008                                                        | -                                                                      | 35’                                                                    |
| 28-3-2007                                                              | Piatra Neamț                                                           | Romania                                                                | 3 – 0                                                                  | Lussemburgo                                                            | Qual. Euro 2008                                                        | -                                                                      |                                                                        |
| 2-6-2007                                                               | Celje                                                                  | Slovenia                                                               | 1 – 2                                                                  | Romania                                                                | Qual. Euro 2008                                                        | -1                                                                     |                                                                        |
| 6-6-2007                                                               | Timișoara                                                              | Romania                                                                | 2 – 0                                                                  | Slovenia                                                               | Qual. Euro 2008                                                        | -                                                                      |                                                                        |
| 22-8-2007                                                              | Bucarest                                                               | Romania                                                                | 2 – 0                                                                  | Turchia                                                                | Amichevole                                                             | -                                                                      |                                                                        |
| 8-9-2007                                                               | Minsk                                                                  | Bielorussia                                                            | 1 – 3                                                                  | Romania                                                                | Qual. Euro 2008                                                        | -1                                                                     |                                                                        |
| 13-10-2007                                                             | Costanza                                                               | Romania                                                                | 1 – 0                                                                  | Paesi Bassi                                                            | Qual. Euro 2008                                                        | -                                                                      |                                                                        |
| 17-10-2007                                                             | Lussemburgo                                                            | Lussemburgo                                                            | 0 – 2                                                                  | Romania                                                                | Qual. Euro 2008                                                        | -                                                                      |                                                                        |
| 17-11-2007                                                             | Sofia                                                                  | Bulgaria                                                               | 1 – 0                                                                  | Romania                                                                | Qual. Euro 2008                                                        | -1                                                                     |                                                                        |
| 21-11-2007                                                             | Bucarest                                                               | Romania                                                                | 6 – 1                                                                  | Albania                                                                | Qual. Euro 2008                                                        | -1                                                                     | cap.                                                                   |
| 6-2-2008                                                               | Ramat Gan                                                              | Israele                                                                | 1 – 0                                                                  | Romania                                                                | Amichevole                                                             | -1                                                                     |                                                                        |
| 31-5-2008                                                              | Bucarest                                                               | Romania                                                                | 4 – 0                                                                  | Montenegro                                                             | Amichevole                                                             | -                                                                      | 45’                                                                    |
| 9-6-2008                                                               | Zurigo                                                                 | Romania                                                                | 0 – 0                                                                  | Francia                                                                | Euro 2008 - 1º turno                                                   | -                                                                      |                                                                        |
| 13-6-2008                                                              | Zurigo                                                                 | Italia                                                                 | 1 – 1                                                                  | Romania                                                                | Euro 2008 - 1º turno                                                   | -1                                                                     |                                                                        |
| 17-6-2008                                                              | Berna                                                                  | Paesi Bassi                                                            | 2 – 0                                                                  | Romania                                                                | Euro 2008 - 1º turno                                                   | -2                                                                     |                                                                        |
| 20-8-2008                                                              | Costanza                                                               | Romania                                                                | 1 – 0                                                                  | Lettonia                                                               | Amichevole                                                             | -                                                                      |                                                                        |
| 6-9-2008                                                               | Cluj-Napoca                                                            | Romania                                                                | 0 – 3                                                                  | Lituania                                                               | Qual. Mondiali 2010                                                    | -3                                                                     |                                                                        |
| 10-9-2008                                                              | Tórshavn                                                               | Fær Øer                                                                | 0 – 1                                                                  | Romania                                                                | Qual. Mondiali 2010                                                    | -                                                                      |                                                                        |
| 11-10-2008                                                             | Costanza                                                               | Romania                                                                | 2 – 2                                                                  | Francia                                                                | Qual. Mondiali 2010                                                    | -2                                                                     |                                                                        |
| 19-11-2008                                                             | Bucarest                                                               | Romania                                                                | 2 – 1                                                                  | Georgia                                                                | Amichevole                                                             | -1                                                                     | cap. 46’                                                               |
| 11-2-2009                                                              | Bucarest                                                               | Romania                                                                | 1 – 2                                                                  | Croazia                                                                | Amichevole                                                             | -1                                                                     | 46’                                                                    |
| 28-3-2009                                                              | Costanza                                                               | Romania                                                                | 2 – 3                                                                  | Serbia                                                                 | Qual. Mondiali 2010                                                    | -3                                                                     |                                                                        |
| 1-4-2009                                                               | Klagenfurt                                                             | Austria                                                                | 2 – 1                                                                  | Romania                                                                | Qual. Mondiali 2010                                                    | -2                                                                     |                                                                        |
| 29-5-2010                                                              | Leopoli                                                                | Ucraina                                                                | 3 – 2                                                                  | Romania                                                                | Amichevole                                                             | -3                                                                     |                                                                        |
| 5-6-2010                                                               | Sankt Veit an der Glan                                                 | Romania                                                                | 3 – 0                                                                  | Honduras                                                               | Amichevole                                                             | -                                                                      | 83’                                                                    |
| 11-8-2010                                                              | Istanbul                                                               | Turchia                                                                | 2 – 0                                                                  | Romania                                                                | Qual. Euro 2012                                                        | -2                                                                     |                                                                        |
| 3-9-2010                                                               | Piatra Neamț                                                           | Romania                                                                | 1 – 1                                                                  | Albania                                                                | Qual. Euro 2012                                                        | -1                                                                     |                                                                        |
| 30-5-2012                                                              | Lucerna                                                                | Svizzera                                                               | 0 – 1                                                                  | Romania                                                                | Amichevole                                                             | -                                                                      |                                                                        |
| 15-8-2012                                                              | Lubiana                                                                | Slovenia                                                               | 4 – 3                                                                  | Romania                                                                | Amichevole                                                             | -4                                                                     |                                                                        |
| 7-9-2012                                                               | Tallinn                                                                | Estonia                                                                | 0 – 2                                                                  | Romania                                                                | Qual. Mondiali 2014                                                    | -                                                                      |                                                                        |
| 11-9-2012                                                              | Bucarest                                                               | Romania                                                                | 4 – 0                                                                  | Andorra                                                                | Qual. Mondiali 2014                                                    | -                                                                      | 46’                                                                    |
| 4-6-2013                                                               | Bucarest                                                               | Romania                                                                | 4 – 0                                                                  | Trinidad e Tobago                                                      | Amichevole                                                             | -                                                                      | cap.                                                                   |
| 11-10-2013                                                             | Aixovall                                                               | Andorra                                                                | 0 – 4                                                                  | Romania                                                                | Qual. Mondiali 2014                                                    | -                                                                      |                                                                        |
| 15-11-2013                                                             | Atene                                                                  | Grecia                                                                 | 3 – 1                                                                  | Romania                                                                | Qual. Mondiali 2014                                                    | -3                                                                     |                                                                        |
| 5-6-2018                                                               | Ploiești                                                               | Romania                                                                | 2 – 0                                                                  | Finlandia                                                              | Amichevole                                                             | -                                                                      | 87’                                                                    |
| Totale                                                                 |                                                                        | Presenze (9º posto)                                                    | 87                                                                     |                                                                        | Reti                                                                   | -77                                                                    |                                                                        |

## Palmarès

### Competizioni nazionali
- Campionato rumeno: 3

Rapid Bucurest: 1998-1999
Dinamo Bucurest: 2001-2002, 2006-2007
- Coppa di Romania: 1

Rapid Bucurest: 1997-1998
- Supercoppa di Romania: 1

Rapid Bucurest: 1998-1999
- Campionato olandese: 1

Ajax: 2003-2004